# Basilio Vadillo
Basilio Vadillo (Zapotitlán, Jalisco; 14 de julio de 1885 - Montevideo, Uruguay; 25 de julio de 1935) fue un educador, político, orador y diplomático mexicano. Fue gobernador de Jalisco de 1921 a 1922, creador de la Escuela Normal Mixta en Colima y fundador de la inspección o supervisión escolar.

## Estudios
Nacido en Zapotitlán, Jalisco, estudió en la escuela rural y desde muy chico se trasladó a Colima, donde continuo sus estudios. En 1898, comenzó a estudiar en el Seminario Conciliar Tridentino de Colima, sin embargo, abandonó sus estudios en 1902. Al año siguiente trabajó como director de la escuela de Zapotitlán. En 1906 pudo ingresar a la Sección Normal de Varones de la Escuela Superior de Colima, donde obtuvo su título de profesor de instrucción primaria y secundaria.
Fue director de la Escuela Ramón R. De la Vega. En 1908, se trasladó a la Ciudad de México para inscribirse en la Escuela Nacional de Maestros, fue representante de esta en el marco de la celebración del centenario de la Independencia de México durante el Primer Congreso Nacional de Estudiantes. Participó en el Congreso Pedagógico Nacional en 1911. Obtuvo su título de profesor en 1913.

## Revolución mexicana
Cuando estalló el golpe de Estado en contra del presidente Francisco I. Madero, Vadillo marchó en 1913 con un grupo de sus estudiantes de Colima a Mazatlán Sinaloa, para unirse a la Revolución mexicana contra el dictador Victoriano Huerta.
El 13 de diciembre de 1915, bajo la dirección de Basilio Vadillo y otros destacados ciudadanos colimenses, se fundó en la ciudad de Colima la Casa del Obrero Mundial. En 1917 fundó la escuela Normal Mixta de Colima una manera de proveer a los jóvenes de Colima un fácil acceso para estudiar.
En Colima fue director del periódico El Baluarte de 1915 a 1917. Fue diputado federal de 1918 a 1920 y gobernador de Jalisco en 1921-1922. Durante su período como gobernador
firmó la concesión de tierras comunales para la ciudad de Puerto Vallarta. La ciudad más tarde honraría su memoria con el nombre de una calle en el área de Olas Altas. La calle Basilio Vadillo es conocida por sus numerosos restaurantes.

## Político
Después del éxito de la Revolución fundó y dirigió varias publicaciones de apoyo al movimiento revolucionario, antes de que Álvaro Obregón lo reclutara como su publicista, labor en la cual fundó y coordinó El Monitor Republicano, órgano oficial del obregonismo. 

## Fundador del Partido Nacional Revolucionario (PNR)
Fue fundador con Plutarco Elías Calles, Manlio Fabio Altamirano Flores, Aarón Sáenz, Luis L. León, Manuel Pérez Treviño, Bartolomé García Correa y David Orozco del Partido Nacional Revolucionario (en la actualidad Partido Revolucionario Institucional) en 1929 y poco más tarde fue su presidente. En la Ciudad de México fue director del periódico El Nacional, al crearse en el año de 1929.

## Servicio diplomático
Ingresó al servicio diplomático, representando a México en Noruega. 
Basilio Vadillo Ortega presentó sus cartas credenciales ante el gobierno de la Unión Soviética, el día 19 de noviembre de 1924. también estuvo acreditado como diplomático en Suecia y su última acreditación fue en Uruguay.
Basilio Vadillo Ortega representó a México en la Séptima Conferencia Internacional de los Estados Americanos celebrada en Montevideo, Uruguay, el 26 de diciembre de 1933. 
Escribió el libro El Campanario, donde expresa sus ideas agraristas. Murió el 26 de julio de 1935 en Montevideo, sus restos fueron repatriados e inhumados en la Rotonda de las Personas Ilustres.

## Familia
Basilio Vadillo Ortega se casó con María Concepción Lagos Solórzano. Tuvo dos hijos, Basilio y Leonardo. Su hijo fue Leonardo Vadillo Paulsen ("Vadillo"), caricaturista y pintor que estudió en "La Esmeralda" y colaboró en la revista Siempre! y en varios periódicos mexicanos y extranjeros.